# Anders Westerberg (ämbetsman)
Anders Westerberg, född den 15 maj 1940 i Lundby församling, Göteborgs och Bohus län, är en svensk präst och ämbetsman.
Westerberg blev student vid Lunds universitet 1959. Han avlade teologie kandidatexamen 1961 och prästvigdes för Göteborgs stift 1963. År 1967 blev han studentpräst i Lund. Efter att ha varit engagerad i 68-vänstern blev Westerberg 1971 ombudsman för Vänsterpartiet Kommunisterna i Norrköping. Han var ordförande i Lunds studentkår 1972. Westerberg blev senare ställföreträdande generaldirektör vid Migrationsverket, en tjänst från vilken han pensionerades 2007.